# Cuculus micropterus
El cuco alicorto, cuco de alas cortas, cuclillo de alas cortas o cuco de India (Cuculus micropterus) es una especie de ave cuculiforme de la familia Cuculidae que vive en Asia. Es un ave solitaria y tímida, que se encuentra en los bosques y arboledas abiertas hasta los 3600 m s. n. m.

## Descripción
Es una especie de cuco de tamaño medio en la que ambos sexos tienen aspecto parecido. Sus partes superiores son de color gris mientras que las inferiores son blancas con un denso franjeado negro horizontal. Su cola también está listada con una lista subterminal oscura y la punta blanca. Las aves jóvenes tienen manchas blancas en el píleo además de la garganta y barbilla blancas que contrastan con su cara oscura. Los juveniles son más parduzcos y tienen las puntas blancas más anchas en las plumas de las alas y cabeza. Su anillo ocular es de tonos del gris al amarillo (una característica que comparte con el cuco común). El color de su iris oscila del color marrón claro al rojizo. Las hembras se diferencian de los machos por tener su garganta de un gris ligeramente más claro y ser más pardos su cola y pecho. Además el listado de su vientre es más estrecho que en los machos. Los pollos se caracterizan por tener la boca de color rojo anaranjado y los bordes amarillos.
Su canto es alto y con series de cuatro notas, que se pueden transcribir como "ko-ko-ka-ku". Se ha detectado poca variación regional en sus cantos aunque los de China si alzan al final.

## Distribución y hábitat
Esta especie se encuentra en una amplia zona del sur y este de Asia. Su hábitat favorito son los bosque caducifolios y selvas pero también se encuentra en jardines y zonas de matorral denso.
Parece ser que algunos poblaciones migran al sur en invierno, aunque también hay poblaciones reproductivas sedentarias en el sur. En algunos lugares son bastante abundantes durante la estación de cría, apareciendo al menos un ave cantando cada 2 km² en e norte de la India.

## Taxonomía
Se reconocen generalmente dos subespecies. La nominal que se encuentra en la mayor parte de su área continental y concretus (S. Müller, 1845) que es menor y más oscura y aparece en la península malaya, Java, Sumatra y Borneo. Estas aves son de mayor tamaño en la región de Amur y Swinhoe describe una forma en el norte de China como Cuculus michieanus y Walter Norman Koelz describe la forma fatidicus en el noreste de la India.

## Comportamiento
Se alimentan de orugas peludas y otros insectos, aunque además de vez en cuando comen frutos. Generalmente se alimentan en las copas de los árboles, recolectando insectos de sus ramas, y a veces haciendo pequeños vuelos para atrapar hormigas aladas y rara vez rebuscar en el suelo.
El cuco alicorto practica el parasitismo de puesta. Las hembras ponen sus huevos en los nidos de otras especies, principalmente en los nidos de huevo en las drongos y córvidos. Quita y se come un huevo del nido elegido y lo sustituye por uno de los suyos. La época de cría varía según las regiones, de mayo hasta julio en China, de marzo a agosto en India, de enero a junio en Birmania y de enero a agosto en la penínsua malaya.
Entre las especies huéspedes se incluyen Lanius cristatus en la región de Amur; Dicrurus macrocercus y Pica cyanea en China. En la India se los ha observado alimentados por drongos reales y Dicrurus leucophaeus. Entre las demás especies huéspedes se encuentra Oriolus larvatus, Arachnothera magna, Eurylaimus ochromalus y Dicrurus paradiseus.
Los huevos de cuco eclosionan a los 12 días mientras que los de Lanius cristatus tardan 14 días en la región de Amur. Al tercer o cuarto día los pollos de cuco empujan con su espalda al resto de pollos y huevos fuera del nido. Este comportamamiento instintivo se pierde poco después.